# Тумбес (регіон)
Тумбес (ісп. Tumbes) — найпівнічніший регіон Перу з-поміж тих, що розташовані на узбережжі Тихого океану, межує на півночі з Еквадорськими провінціями Ель-Оро і Лоха, на півдні з регіоном Піура.

## Географія

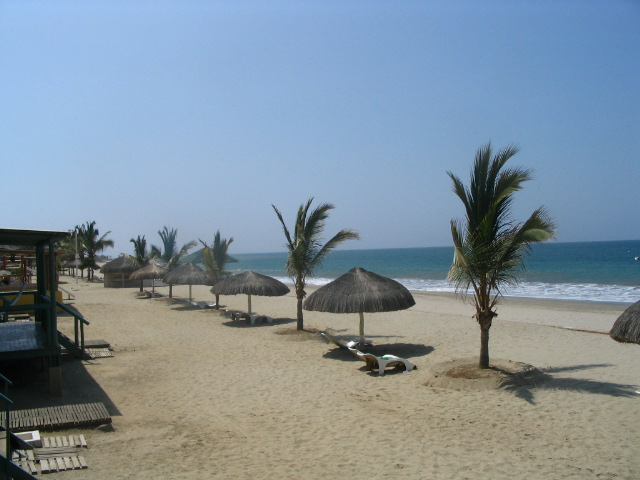
Пляж в Пунта-Саль, Тумбес

Морфологічно регіон ділиться чотири зони: дельта річок Тумбес і Сарумілья; алювіальні рівнини на північ від річки Тумбес, з сухими дрібними ярами; стародавні, сильно зруйновані тераси області Манкора і ланцюг гір Амотайп на півдні і сході, що переходить в гори Ель-Барко.
Клімат в Тумбес спекотний і вологий тропічний на півночі і в центрі, сухий тропічний на півдні. Амплітуда температур коливається від 40 ° C до 18 ° C, середня температура становить 27 ° C. Сезон дощів триває з грудня по березень.

## Населення
98,3% населення говорить іспанською мовою, інші на індіанських мовах кечуа, аймара та ін.
49,4% населення перебуває у віці до 20 років, 10,7% від 20 до 24 років, 26,6% від 25 до 44 років, 9,7% від 45 до 64 років, і 3,5% від 65 років і старше.

## Адміністративний поділ

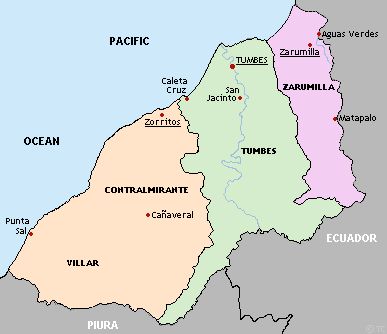
Провінції регіону Тумбес.

Регіон розділений на 3 провінції, які в свою чергу поділяються на 13 округи:
| № | Провінція                                      | Адміністративний центр | Населення, чол. (2007) | Площа, км² |
| - | ---------------------------------------------- | ---------------------- | ---------------------- | ---------- |
| 1 | Тумбес (Tumbes)                                | Тумбес (Tumbes)        | 142338                 | 1800,85    |
| 2 | Сарумілья (Zarumilla)                          | Сарумілья (Zarumilla)  | 41054                  | 745,13     |
| 3 | Контральміранте-Вільяр (Contralmirante Villar) | Сорритос (Zorritos)    | 16 914                 | 2123,22    |